# Piwdenne (Odessa)
Piwdenne (ukrainisch Південне; bis 2024 Juschne, ukrainisch Южне, russisch Южное/Juschnoje, auch Южний/Juschni) ist eine ukrainische Hafenstadt mit einem international bedeutenden Ölverladeterminal am Schwarzen Meer. Der Seehafen gehört zu den drei bedeutendsten Häfen der Ukraine. Die Stadt hatte im Jahr 2014 31.796 Einwohner und gehört bis Juli 2020 als kreisfreie Stadt zur Oblast Odessa, wurde dabei komplett vom ehemaligen Rajon Lyman und dem Schwarzen Meer umschlossen.

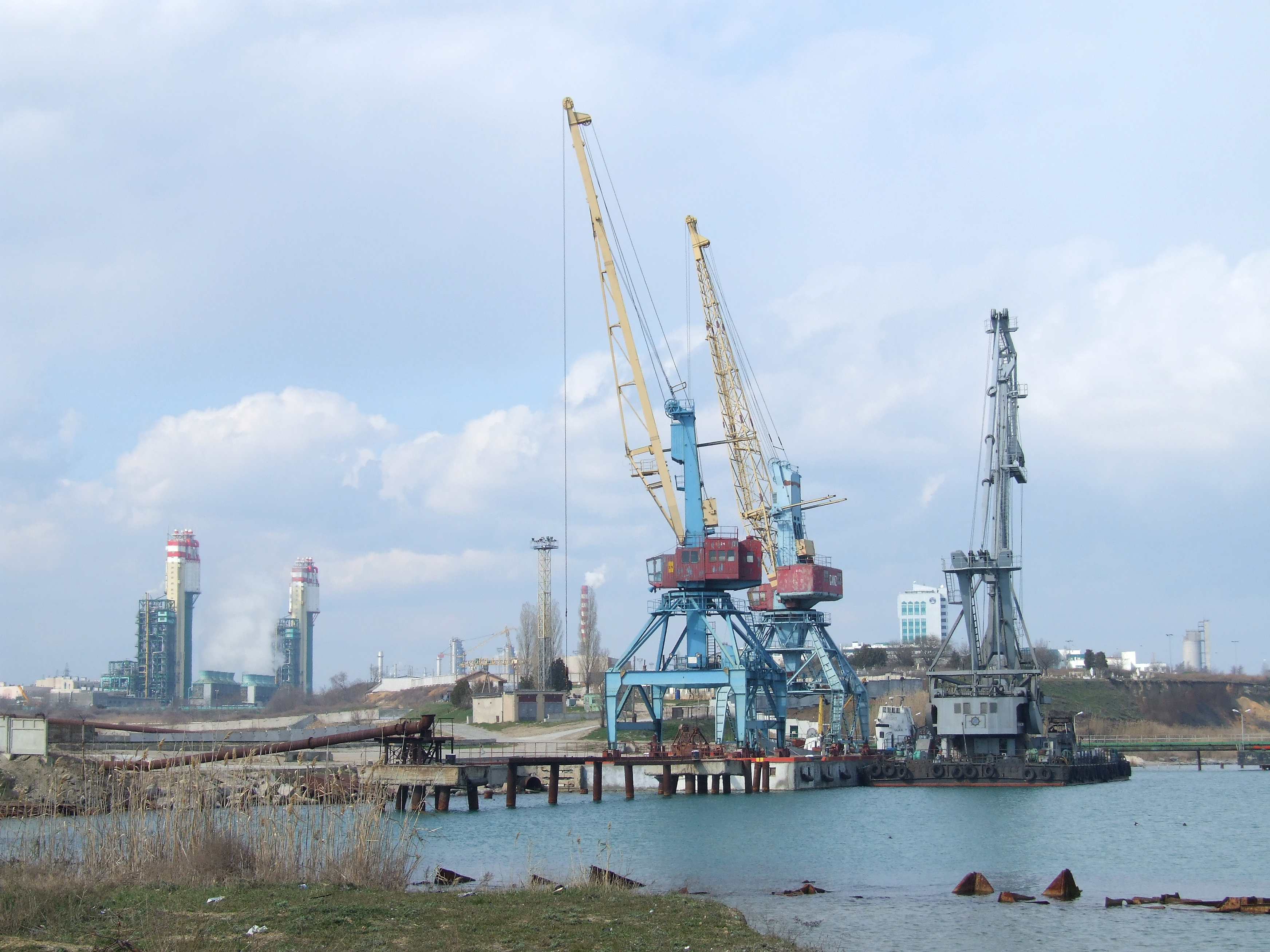
Blick auf die Hafenanlagen von Piwdenne

Die sehr junge Stadt entstand auf Grund eines Beschlusses der sowjetischen Regierung am 19. Juli 1973 als eine von mehreren Industrieansiedlungen. Am 11. Mai 1978 wurde ihr das Statut einer Siedlung städtischen Typs verliehen, von 1993 bis 2020 war sie eine Stadt unter Oblastverwaltung.

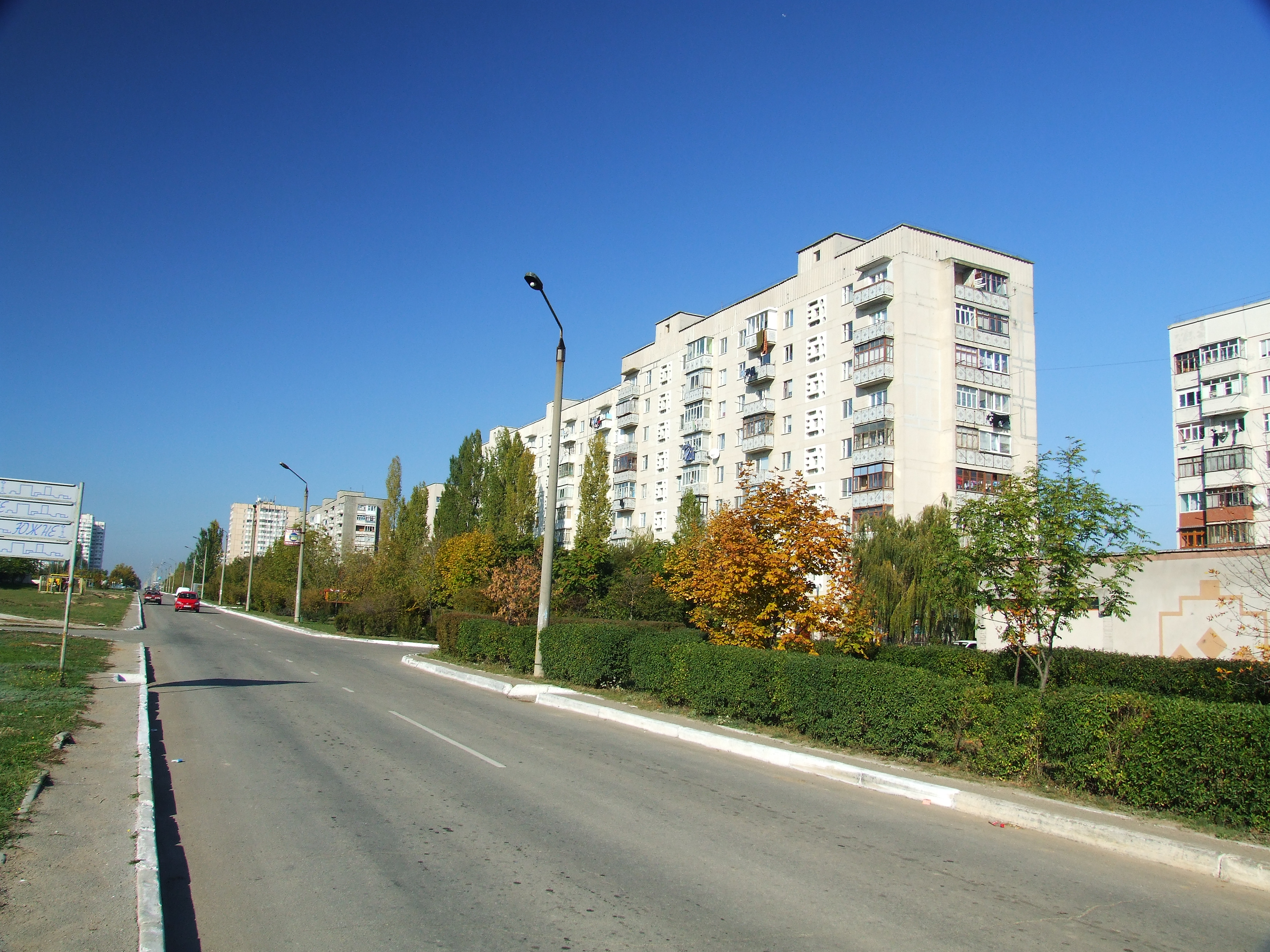
Blick auf eine Straße der Stadt

Am 9. Oktober 2024 wurde die bis dahin Juschne heißende Stadt aufgrund eines Beschlusses des ukrainischen Parlaments in Piwdenne umbenannt.

## Verwaltungsgliederung
Am 12. Juni 2020 wurde die Stadt zum Zentrum der neugegründeten Stadtgemeinde Juschne (Южненська міська громада/Juschnenska miska hromada), zu dieser zählen auch noch die Siedlung städtischen Typs Nowi Biljari sowie die 5 in der untenstehenden Tabelle aufgelistetenen Dörfer, bis dahin bildete sie die gleichnamige Stadtratsgemeinde Juschne (Южненська міська рада/Juschnenska miska rada), welche direkt der Oblast unterstellt war.
Seit dem 17. Juli 2020 ist sie ein Teil des Rajons Odessa.
Folgende Orte sind neben dem Hauptort Juschne Teil der Gemeinde:
| Name                     | Name        | Name                          |
| ukrainisch transkribiert | ukrainisch  | russisch                      |
| ------------------------ | ----------- | ----------------------------- |
| Biljari                  | Білярі      | Беляры (Beljary)              |
| Buldynka                 | Булдинка    | Булдынка                      |
| Hryhoriwka               | Григорівка  | Григоровка (Grigorowka)       |
| Koschary                 | Кошари      | Кошары                        |
| Nowi Biljari             | Нові Білярі | Новые Беляры (Nowyje Beljary) |
| Sytschawka               | Сичавка     | Сычавка                       |

## Persönlichkeiten
- Leonid Mychajljutenko (* 1994), Handballspieler